# Diemarden
Diemarden ist nach Reinhausen und Klein Lengden der drittgrößte Ortsteil der Gemeinde Gleichen im Landkreis Göttingen. Der Ort liegt an der Garte, die kurz vor Göttingen in die Leine mündet. Auf dem Diemardener Berg ist die im Jahre 1409 errichtete Diemardener Warte zu finden. Dieser Wartturm ist der letzte voll erhaltene Turm von ehemals 11 Warten, die die Göttinger Landwehr als ein mittelalterliches Frühwarnsystem für die Stadt Göttingen bildeten. Zur selben Zeit wurde der Diemardener Kirchturm aus rotem Sandstein erbaut. Trotz der Nähe zu Göttingen haben sich in dem Ort einige öffentliche Einrichtungen, wie Grundschule und Kindergarten gehalten. Diemarden war bis Ende der 1950er Jahre Haltepunkt der Gartetalbahn.

## Geschichte

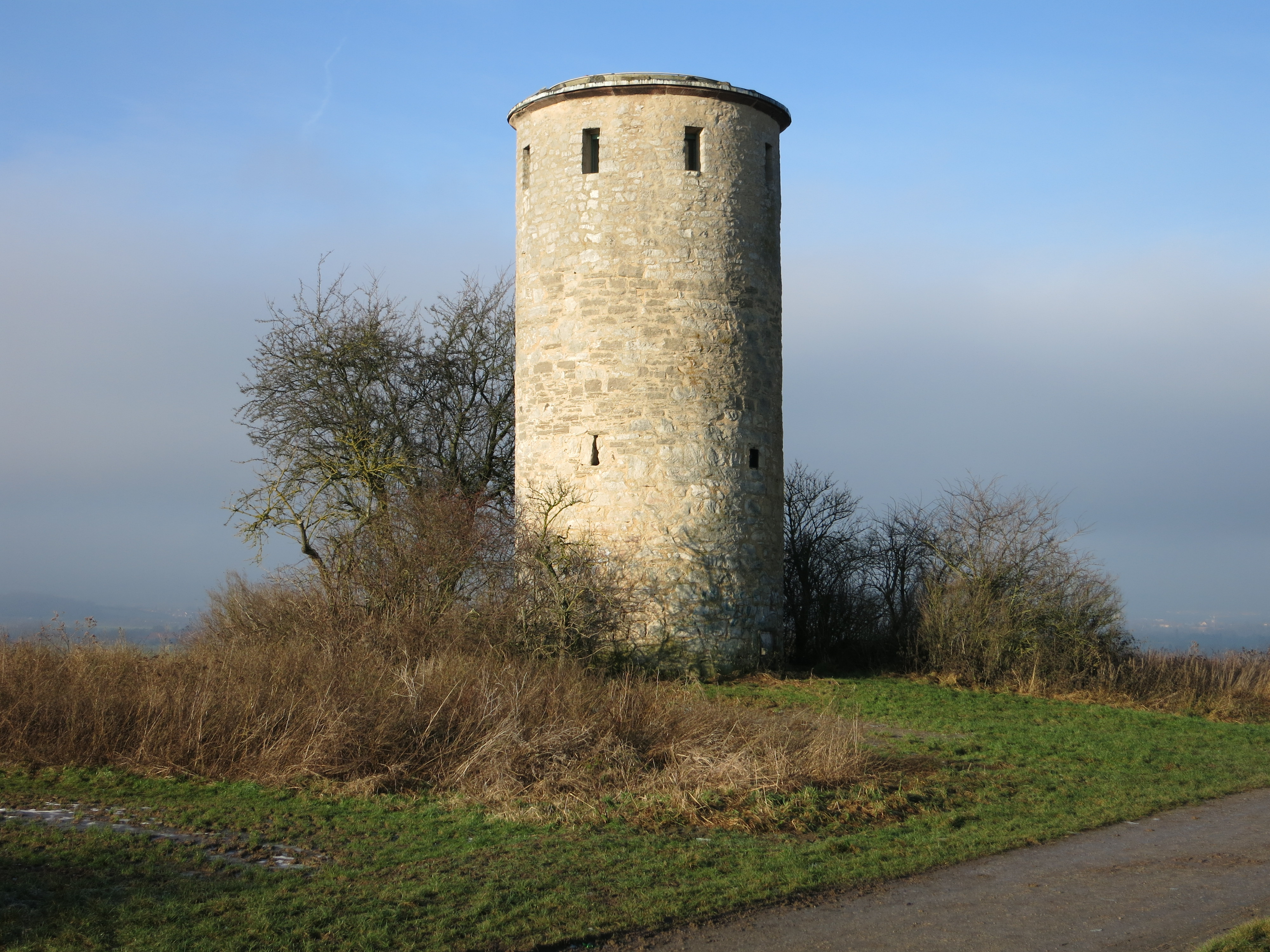
Die Diemardener Warte

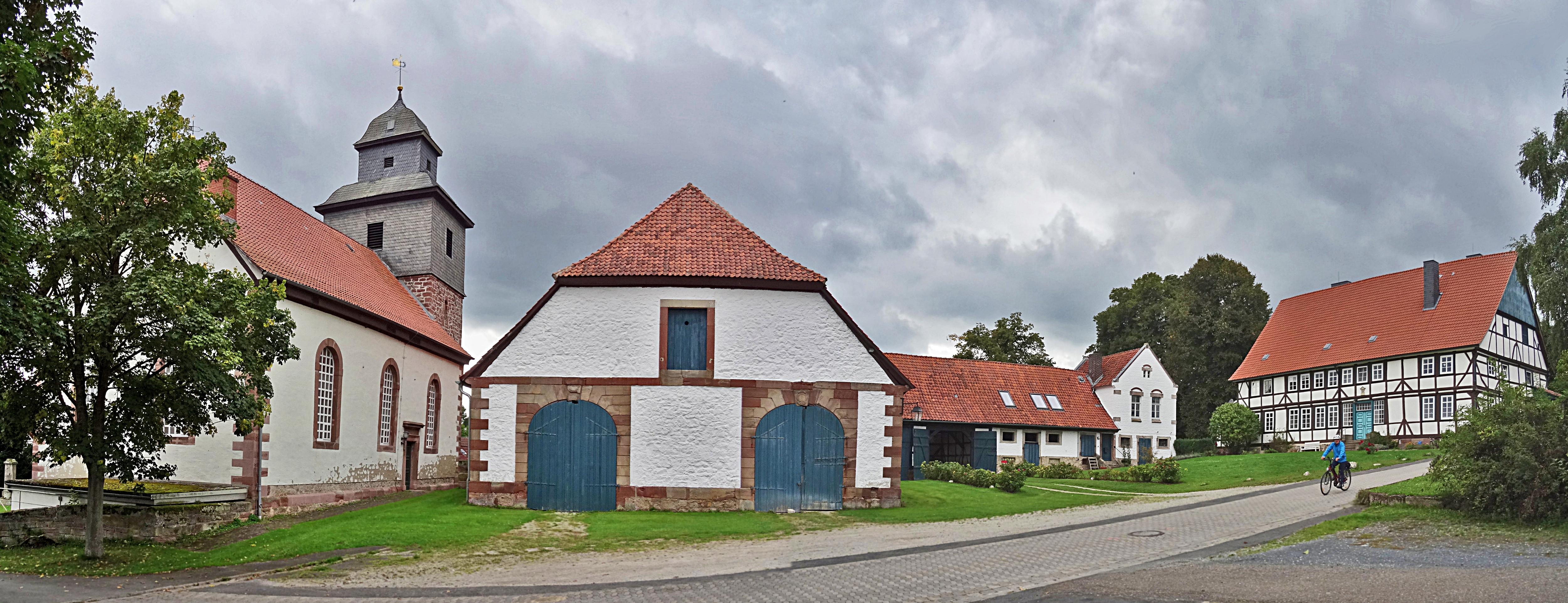
Kirche und Klostergut

Diemarden wurde erstmals im Jahr 1022 urkundlich erwähnt – in der Stiftungsurkunde des Klosters St. Michaelis in Hildesheim, in der Gut und Kirche in Diemarden als Klostereigentum bezeichnet wurde. Zu jener Zeit besaß das Michaeliskloster 80 Hufen und einen Hof in Diemarden; um 1200 erwarb Abt Dietrich noch weitere 6 Hufen hinzu. 1234 ging beides durch Kauf in den Besitz des Klosters Hilwartshausen über; jedoch zahlte das Kloster Hilwartshausen zunächst nur 71 von den insgesamt 165 Mark an Hildesheim. Es ist anzunehmen, dass dadurch das Michaeliskloster zu Hildesheim vorerst weiterhin im Besitz der Diemardener Güter verblieb. Wann der Restpreis gezahlt wurde, ist unbekannt. In den Urkundenbüchern und Archivbeständen des Michaelisklosters tritt allerdings Diemarden von diesem Zeitpunkt an nicht mehr auf.
Am 8. April 1255 verpfändeten die Herren von Plesse Hilwartshausen die halbe Vogtei in Diemarden. Von dieser Zeit an wird das Kloster Hilwartshausen in den endgültigen Besitz Diemardens gekommen sein, da es am 20. Mai 1305 noch weitere 6 1⁄2 Hufen im Ort dazuerwarb. Dem Kloster gehörten auch die beiden damals in Diemarden existierenden Mühlen: die auf dem Klosterhof gelegene Obermühle sowie die Untermühle. Das Krugrecht stand in dieser Zeit der Klosterkammer zu.
Schon früh war Diemarden Pfarrort – bereits 1272 wird der erste Pfarrer erwähnt. Als Gerichtsbarkeit diente das Vogtding, aus dem sich später das Klostergericht entwickelte. Im 16. Jahrhundert gab es außerdem ein Gericht der Landleute, das auch Meierding genannt wurde. Bis ins 19. Jahrhundert hatte der Klosterhof die völlige Untergerichtsbarkeit. Neben Hilwartshausen trat ein weiterer Grundherr in Diemarden mit Besitz auf, das unweit des Ortes gelegene Kloster Reinhausen, sowie das Adelsgeschlecht derer von Uslar, welche am Ende des 14. Jahrhunderts ein von den Edelherren zu Plesse verpfändetes Gut besaßen. Bereits um 1400 kamen sie zudem in den Besitz einer Hufe Landes aus dem Plessischen Pfandeigentum. Das Kloster Reinhausen besaß um die Mitte des 12. Jahrhunderts 6 Hufen, ein Vorwerk mit 3 Hufen, die Mühle und den Wald Kaldinlied. In den folgenden Jahrhunderten kam es durch das Kloster auch zu Güterabtretungen. So erhielt der Göttinger Rat 1457 von den Reinhäuser Gütern zu Diemarden ein Vorwerk von 4 Hufen, das 17 Malter Roggen, 4 Malter Weizen, 4 Malter Gerste und 15 Malter Hafer gab, ferner 2 Vorwerke von 6 Hufen und 3 1⁄2 Hufen weiteren Landes.
Neben dem Kloster waren auch die Herren von Bodenhausen in Diemarden vertreten. 1318 war Bruno von Bodenhausen mit der Vogtei über einen Teil des Dorfes, von welfischer Seite aus, belehnt worden, was sich noch bis in das späte 16. Jahrhundert nachweisen lässt. 1410 verpfändete Ordomar von Bodenhausen Vogteidienste über zwei kleine Güter in Diemarden und 3 Hufen des Landes. In den Vogteilehnsbriefen derer von Bodenhausen wird erwähnt, dass sie 1414 8 Hufen Landes in der Diemardener Gemarkung besitzen.
Spätestens ab Mitte des 16. Jahrhunderts findet sich mit dem Göttinger Pastor Johann Gödeke der erste evangelische Geistliche in Diemarden. Er übte sein Amt von 1556 bis 1566 aus. Zur Reformationszeit wurde Diemarden mit Reinhausen vereinigt. Die erste große nachreformatorische Kirchenvisitation fand vom 23. Februar bis zum 6. Juni 1588 statt und wurde nötig, da der katholische Herzog von Calenberg-Göttingen Erich II. 1584 verstarb. Sein Nachfolger Julius von Wolfenbüttel galt als Anhänger der evangelischen Konfession.
Über den Dienst der Einwohner beim Klostervorwerk berichtet der Vertrag von 1612: „Jeder der sechs Ackerleute fuhr jährlich fünf Tage Mist, holte mit den anderen sechs Klafter Holz aus dem Reinhäuser Wald, pflügte und säte in jedem der drei Felder der Gemarkung von jeder von ihm beackerten Hufe Landes drei Vorlinge (= 3750 m²), fuhren die Frucht davon in die Scheune des Klostervorwerkes Diemarden. Die Kötner rauften, rotteten, wuschen, brachen und schwangen den Flachs, mähten und banden das Getreide jährlich fünf Tage im Winterfeld, harkten und banden einen Tag im Sommerfeld, hielten die Gebäude des Klostervorwerks in Bau und Besserung, misteten den Kuhstall und hackten 6 Klafter Holz im Reinhäuser Wald.“ Im Jahr 1671 betrug der an Diemardener Einwohner vom Kloster Hilwartshausen vergebene Grund und Boden 27 Hufen (= 202 Hektar). Die Schäferei in der Feldmark Diemarden stand dem Klostervorwerk mit 400 Schafen zu. Die Bauern durften zur Hutung nur 200 Schafe austreiben. Das Klostervorwerk hatte Bullen und Eber für die Gemeinde zu halten.
Am 1. Januar 1973 wurde Diemarden in die neue Gemeinde Gleichen eingegliedert.

## Politik

### Ortsrat
Der Ortsrat setzt sich aus sieben Ratsfrauen und Ratsherren zusammen.
- SPD: 2 Sitze
- Grüne: 3 Sitze
- CDU: 2 Sitze

(Stand: Kommunalwahl am 12. September 2021)

### Ortsbürgermeister
Ortsbürgermeister von Diemarden ist Martin Worbes (Grüne), sein Stellvertreter ist Wolfgang Schöngraf (CDU).

### Wappen
| Wappen von Diemarden | Blasonierung: „In Rot über einem grünen Hügel, ein goldener (gelber) Zinnenturm.“ |
| Wappen von Diemarden | Wappenbegründung: Das von Otto Rössler von Wildenhain entworfene Wappen wurde vom niedersächsischen Ministerium des Inneren am 5. März 1953 genehmigt. Es zeigt in den Farben der Herren von Plesse die Diemardener Warte, einen Turm auf dem Diemardener Berg, der der Stadt Göttingen als Beobachtungsposten diente. |

## Gemarkung

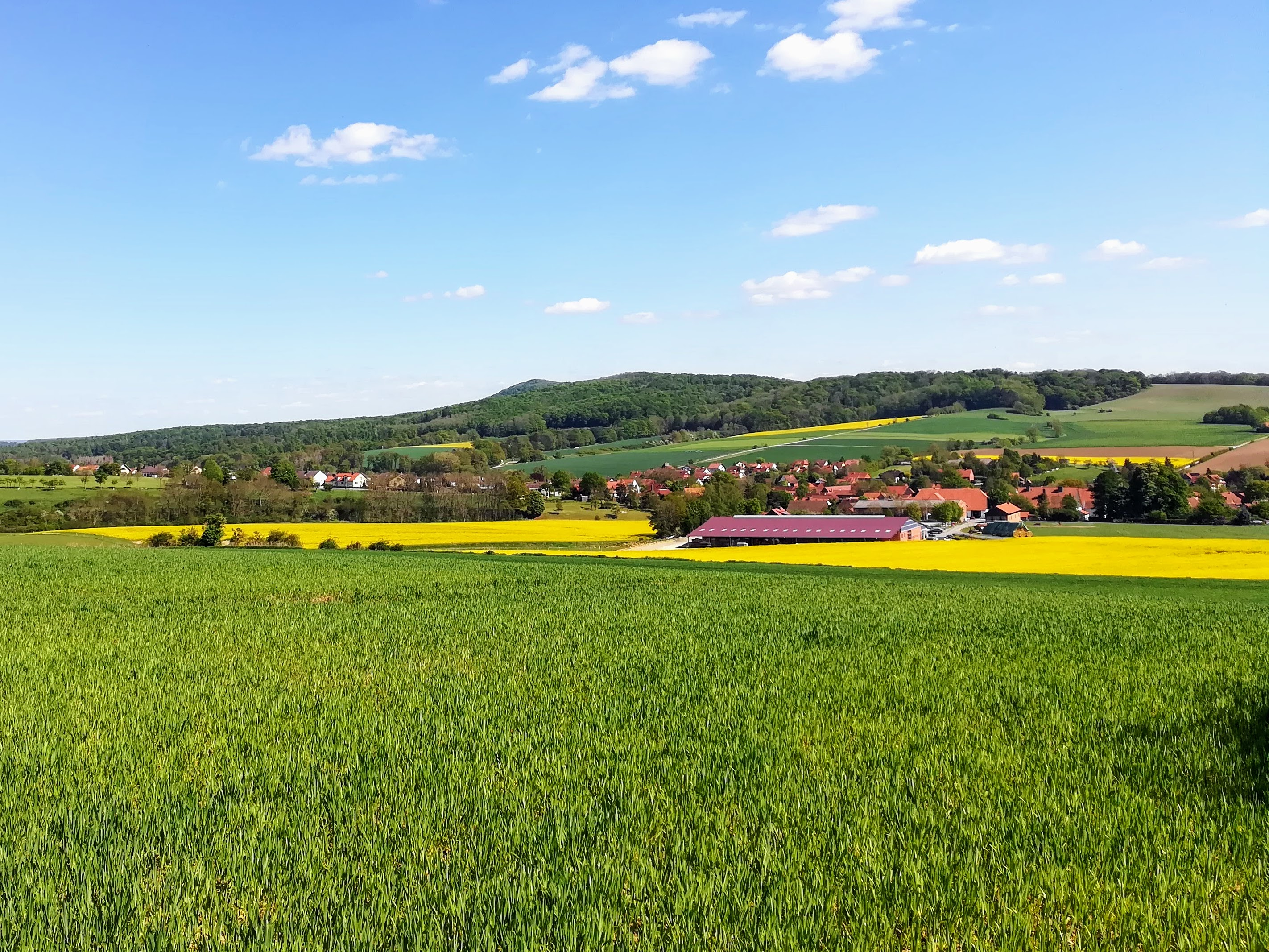
Blick über Diemarden zum Knüll und den Gleichen

Die Diemardener Gemarkung mit einer Größe von 719 ha ist überwiegend durch Ackerbau geprägt. Grünland (81 ha) und Ackerland (417 ha) umfassen 69 % der Gemarkung (Stand 2018), Wald bedeckt insgesamt 117 ha. Im Norden und im Südwesten stockt artenreicher Buchenwald, im Gartetal gibt es extensiv bewirtschaftetes Grünland, das sehr artenreich sein kann. An steileren Hängen auf Muschelkalk und auf Röt gibt es Reste von Kalkmagerrasen, mit etlichen gefährdeten Pflanzenarten, wie etwa Am Sentenberge (s. Flora).

## Flora
In der Diemardener Gemarkung kommen zahlreiche gefährdete Pflanzenarten vor – insbesondere auf Muschelkalk.

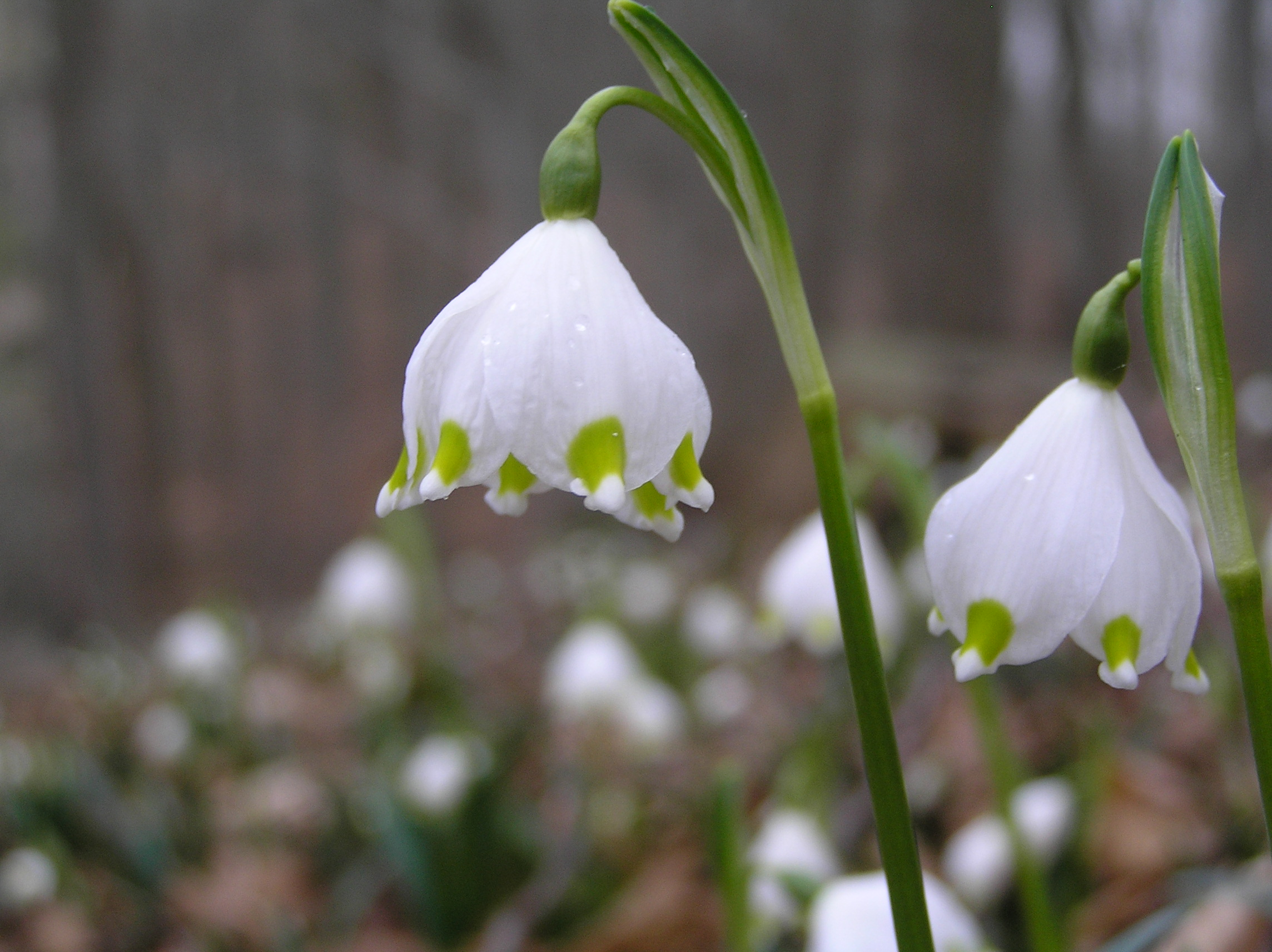
Märzenbecher am Westerberg
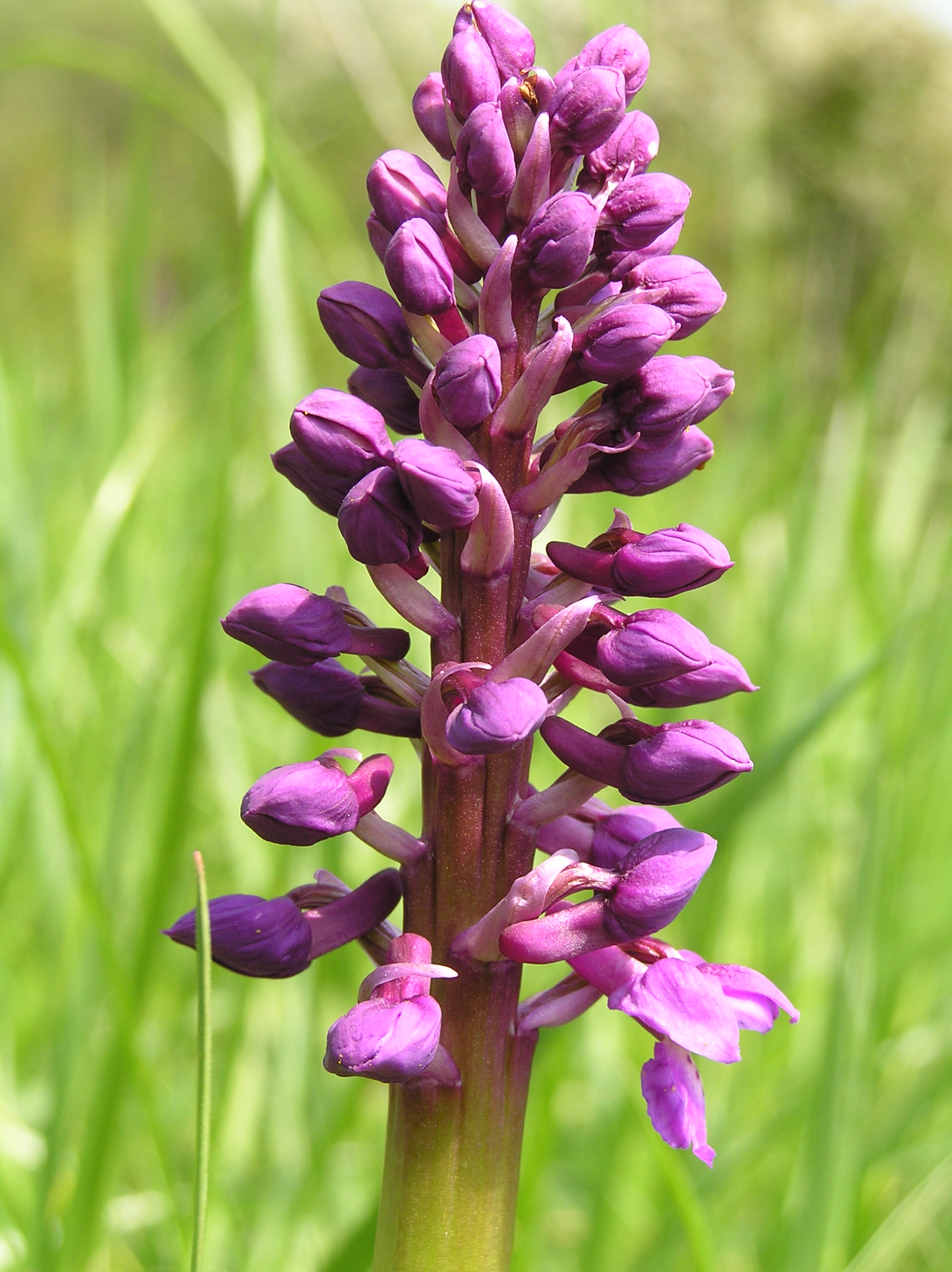
Manns-Knabenkraut Am Sentenberge kurz vor der Blüte
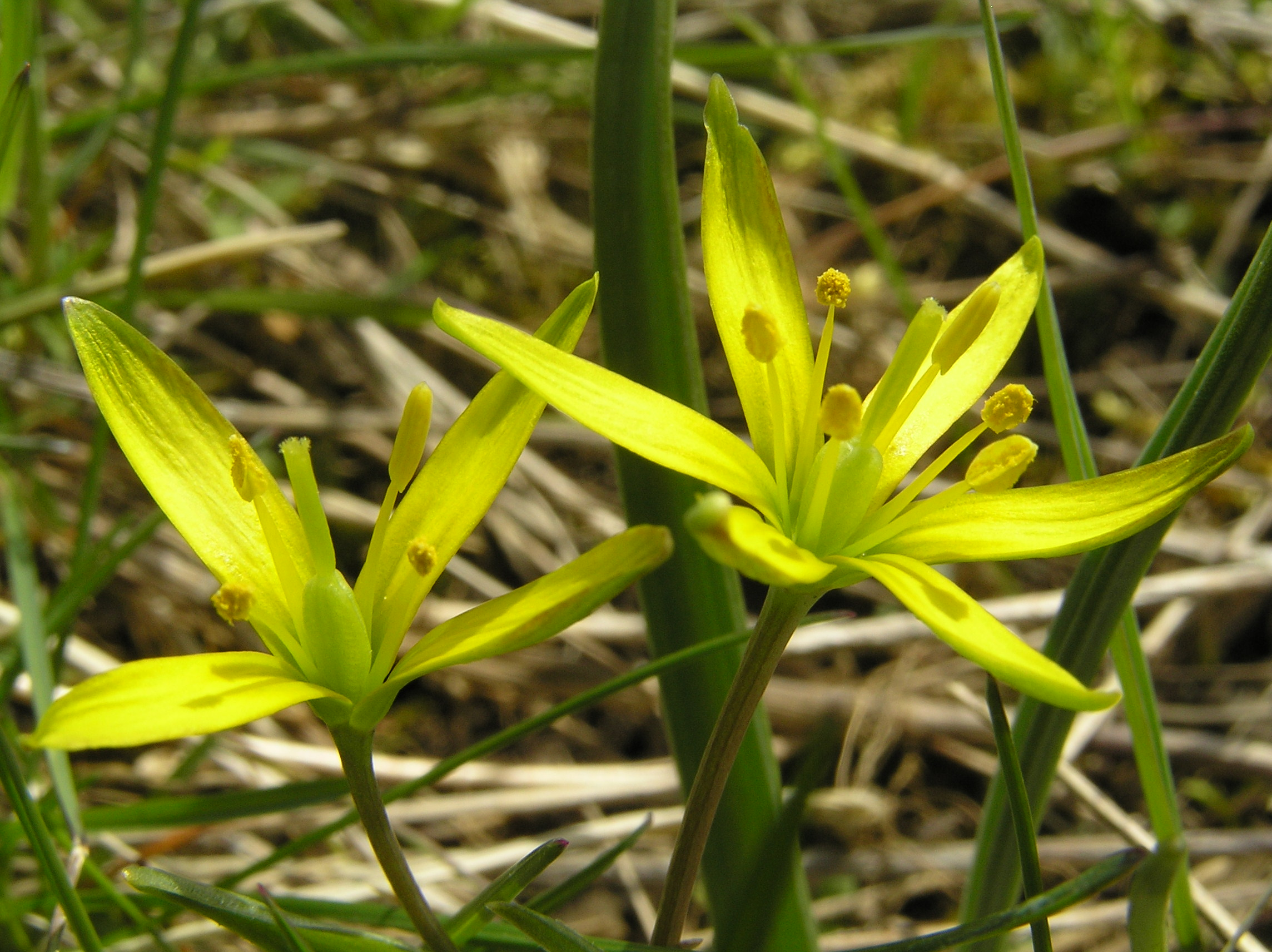
Wiesen-Gelbstern im Gartetal

## Kultur und Sehenswürdigkeiten
Siehe: Liste der Baudenkmale in Diemarden

### Ev.-luth. Kirche St. Michaelis

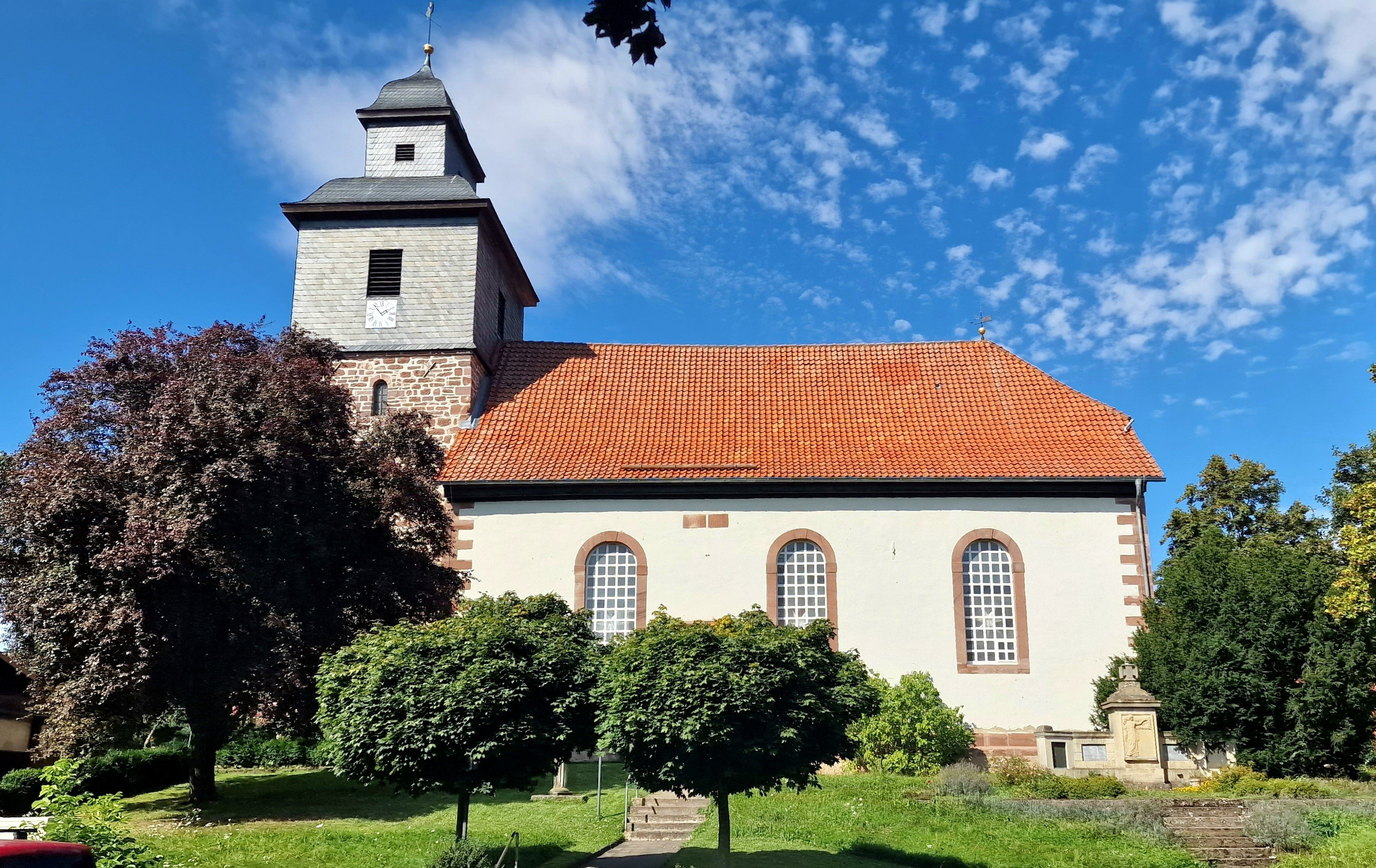
Michaeliskirche

Nachdem ein Brand die frühere St.-Michaeliskirche zerstörte, wurde 1733 mit dem Bau eines neuen Gotteshauses begonnen, von dem der Rohbau bereits im selben Jahr abgeschlossen werden konnte. Ohne auf die Vollendung des Innenraums zu warten, hielt man Anfang November 1733 schon den ersten Gottesdienst ab. Der endgültige Ausbau wurde, in Folge von Zahlungsschwierigkeiten, erst 1774 beendet. Während der obere Teil des Kirchturms mit dem Holzdach 1747 abgebrochen wurde, blieb das untere Gemäuer erhalten. Das Alter wird auf etwa 600 Jahre geschätzt, vermutlich bildete es einst im Mittelalter die Zufluchtsstätte der Einwohner Diemardens und unterstreicht zudem den früheren Charakter des Hauses als Wehrkirche. Die Bauten am neuen Turm konnten erst 1775 beendet werden, er erhielt ein Zwiebeldach, welches in seiner architektonischen Form auch als welsche Haube bezeichnet wird. Am Südeingang der Kirche findet sich die Inschrift DIESES GOTTESHAUS IST ERBAUET ANNO 1733 ALS JOHANN DANIEL SCHRAMM PASTOR ZU DIEMARDEN UND REINHAUSEN WAR. Die Orgel stammt aus dem Jahr 1833, Altar und Kanzel aus den Jahren 1839 bis 1841. Die älteren Glocken wurden im Dreißigjährigen Krieg zerstört. Die kleinere von den beiden Kirchenglocken wurde 1632 angeschafft; nachdem sie 1735 geborsten war, goss man sie 1736 in Nordhausen um und setzte sie schließlich in den Neubau der Kirche ein.

## Bildergalerie

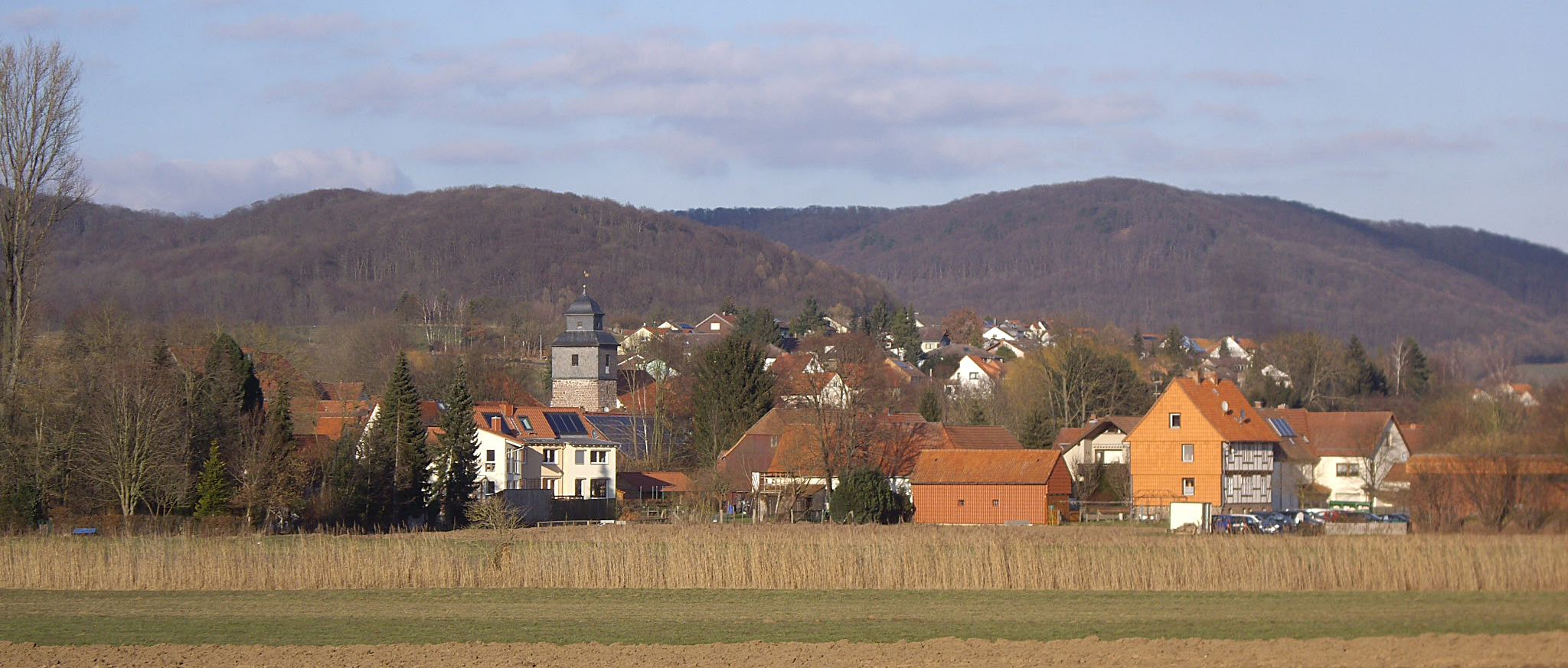
Diemarden von Südwesten gesehen (2015); in der Mitte die Dorfkirche, im Hintergrund der Göttinger Wald
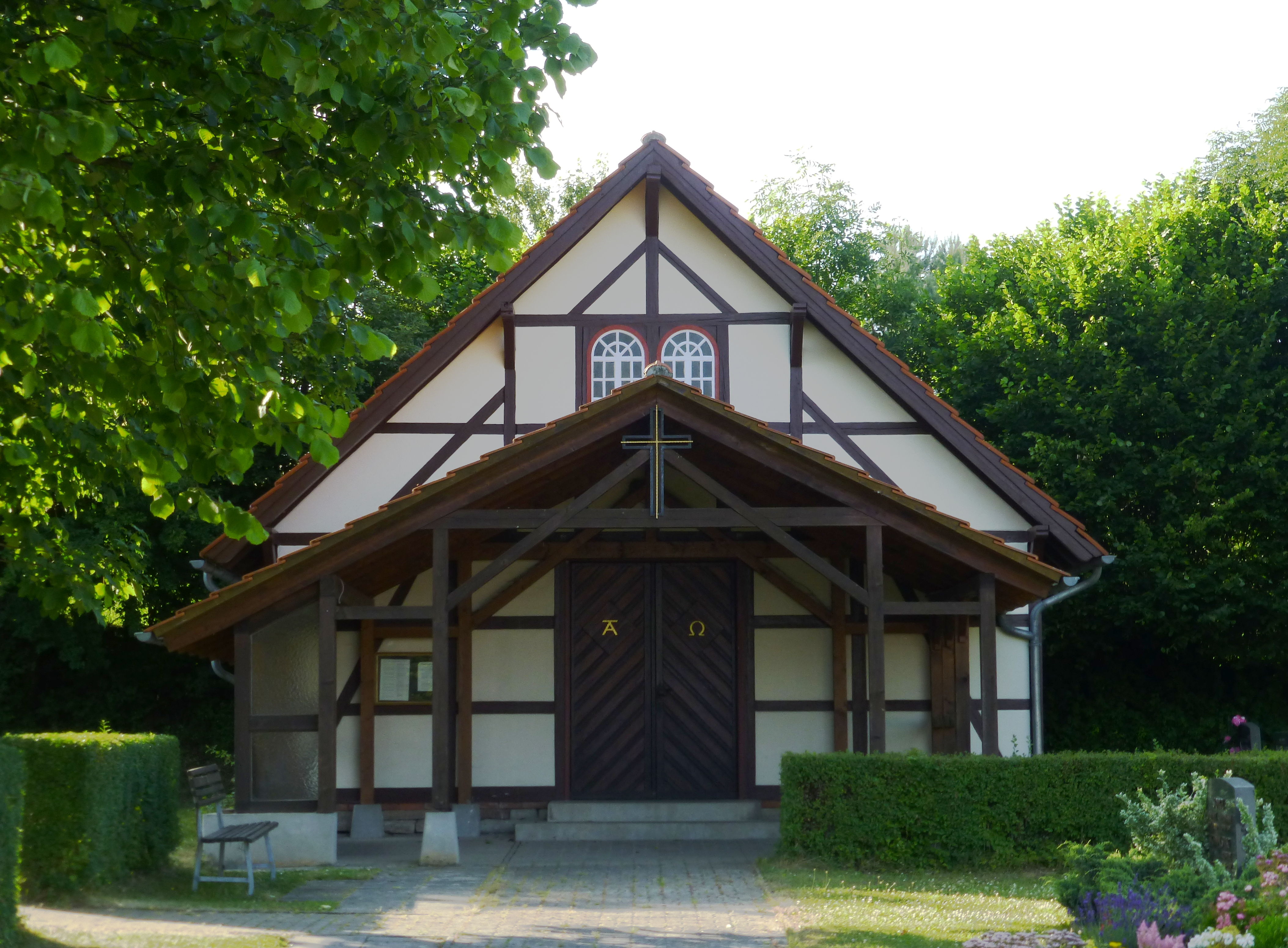
Friedhofskapelle, Juli 2013
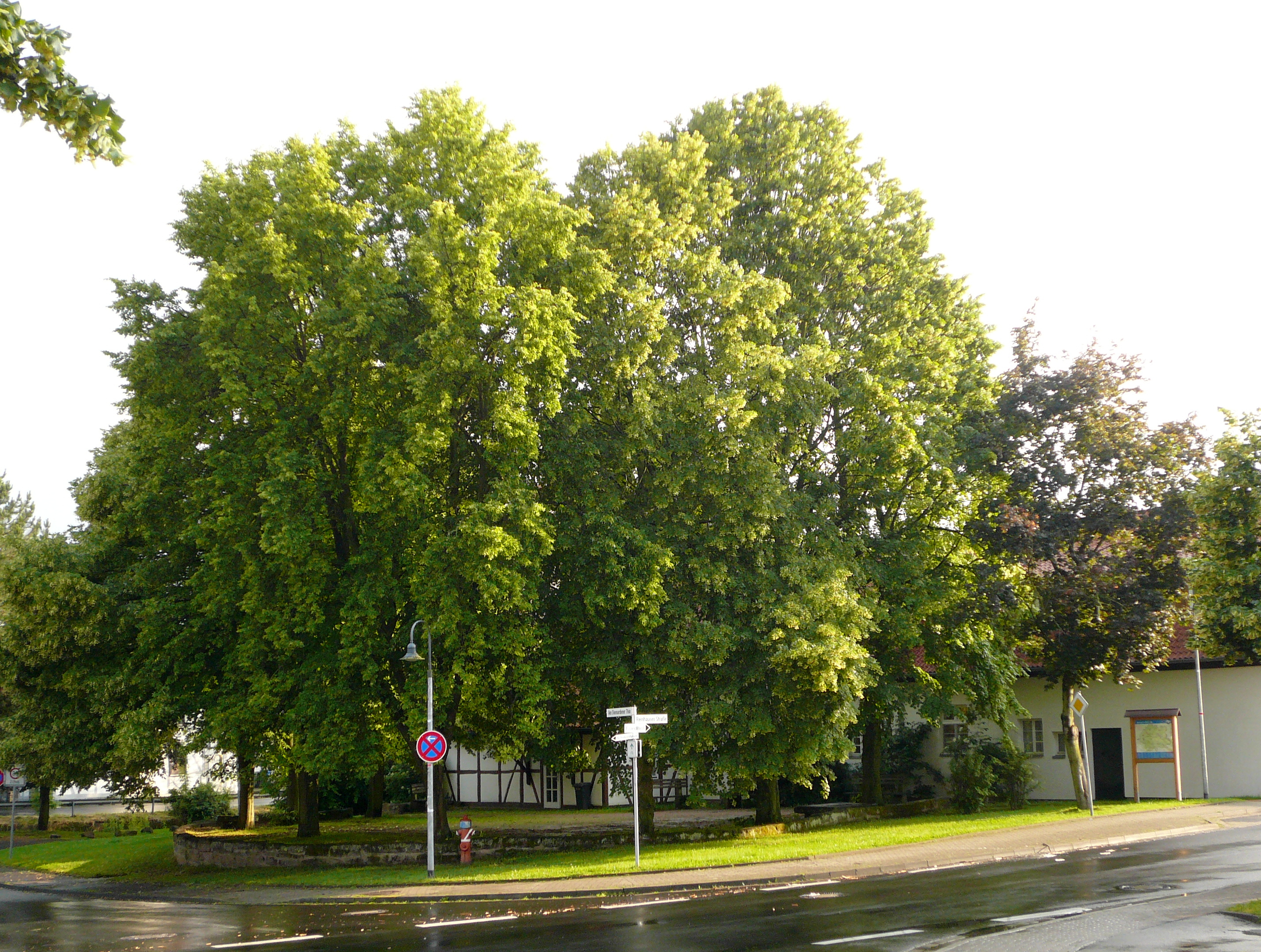
Tieplatz, Juni 2009
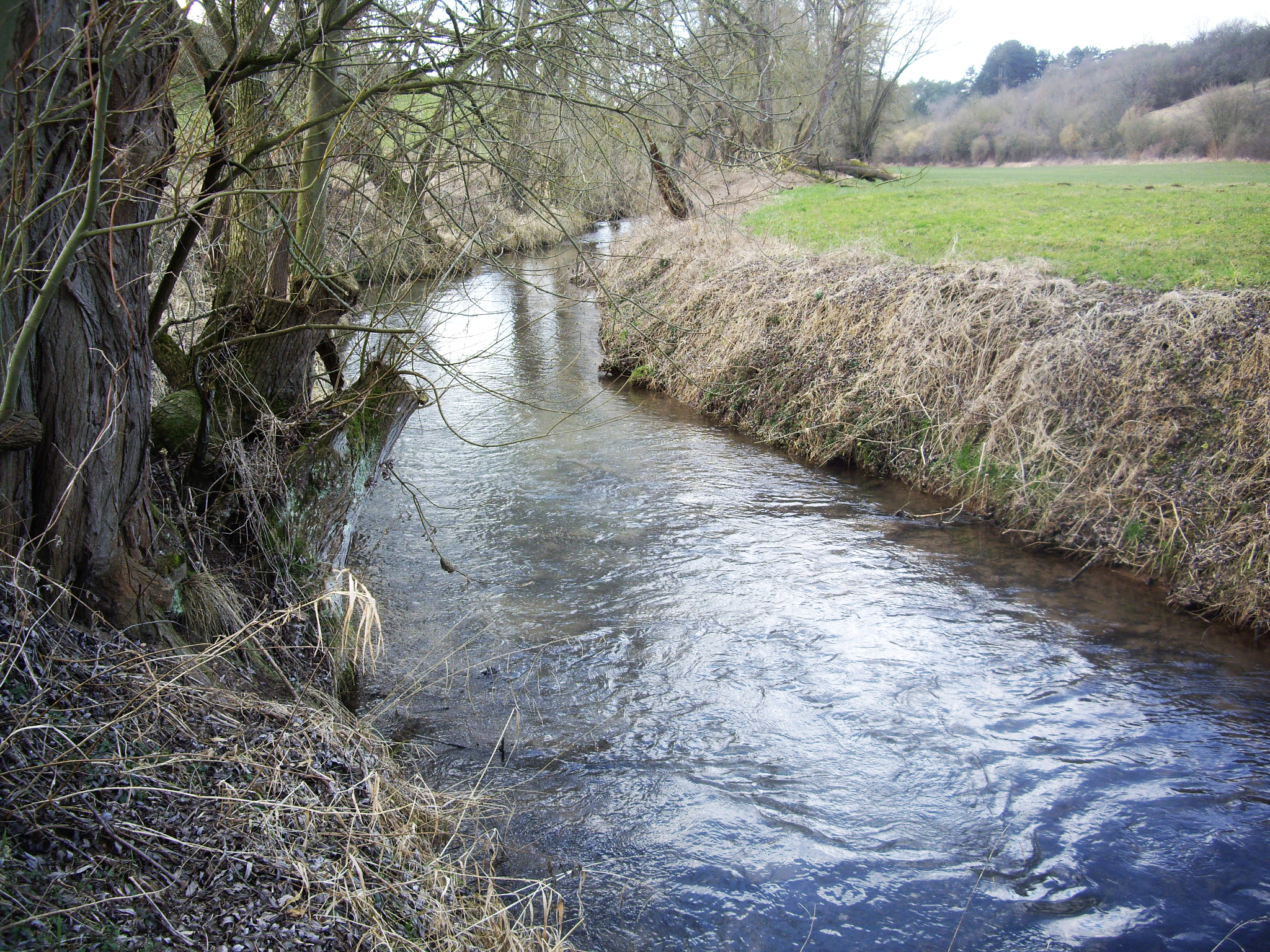
Garte westlich von Diemarden, Februar 2015